# San Pio X alla Balduina (titolo cardinalizio)
San Pio X alla Balduina (latino: Titulus Sancti Pii X in regione vulgo "Balduina") è un titolo cardinalizio istituito da papa Paolo VI nel 1969. Il titolo insiste sulla chiesa di San Pio X.
Dal 28 giugno 1991 il titolare è il cardinale Nicolás de Jesús López Rodríguez, arcivescovo emerito di Santo Domingo. 

## Titolari
- John Francis Dearden (30 aprile 1969 - 1º agosto 1988 deceduto)
  - Titolo vacante (1988 - 1991)
- Nicolás de Jesús López Rodríguez, dal 28 giugno 1991